# آرثر إيفرت أوستين جونيور
آرثر إيفرت أوستين جونيور (بالإنجليزية: Arthur Everett Austin, Jr.)‏ هو أمين متحف أمريكي، ولد في 18 ديسمبر 1900، وتوفي في 29 مارس 1957 بسبب سرطان الرئة.